# 菅野惟肖
菅野 惟肖（すがの の これゆき/これすえ）は、平安時代前期の貴族・儒学者。姓は朝臣。官位は従五位下・文章博士。

## 出自
菅野氏（菅野朝臣）は百済系渡来氏族。幾つかの系統があり、惟肖がどの系統に属するか明らかでないが、佐伯有清は貞観5年（863年）に御船宿禰から菅野朝臣に改姓した彦主・佐世らの近親と推察している。

## 経歴
菅原是善門下で紀伝道を学び、文章生となる。文章生であった貞観14年（872年）に常陸少掾・多治守善と共に領帰渤海客使に任ぜられ、渤海使の帰国の際にその応接を務めている。貞観年間末に都良香を問答博士として対策に中上の成績で及第し、従七位上から従六位下に三階昇叙されたと想定される。なおこの対策における判定と対文に対する評価が、都良香が著した『都氏文集』に残っている。
対策及第後、元慶2年（878年）に少内記に任ぜられる。同年の8月に貞保親王が飛香舎で『蒙求』を講読した後の宴会に、右大臣・藤原基経によって左少弁・巨勢文雄、文章博士・都良香、大外記・島田良臣ら高名な儒学者と共に招集されて漢詩を賦しており、惟肖の才学に対する評価ぶりが窺われる。また同年2月から元慶5年（882年）6月にかけて行われた日本紀講筵にもおそらく召人の資格で参加している。元慶6年（882年）に開催された日本紀竟宴では序者を務め、日本紀竟宴和歌の題を選定している。
元慶8年（884年）光孝天皇が即位し、藤原基経が摂政を止めて太政大臣のみを帯びることになったことを背景に、光孝天皇の詔により、太政大臣の職掌有無と唐における相当官職について、諸道の博士達に勘奏が命ぜられた。ここで惟肖は以下の通り、職掌は唐の太師と同じで邦治を掌ること、唐の太師に相当する旨の奏上を行っている。
- 日本の『養老令』と唐の『開元令』の条文が一致していることを理由に、太政大臣は単独の官職で唐の三師（太師・太傅・太保）・三公（太尉・司徒・司空）の職掌を兼ねているが、正確に該当する官職はない。
- 周から唐までの事例を勘案すると太師に準じるべき。
- 『宋書』を踏まえると、周公旦が太宰に就任して邦治を掌って以降、中国諸王朝の最高官は周の太師・晋の太宰・唐の太師となっており、日本の最高官職である太政大臣はこれら中国王朝の最高官と官品職事を同じとすべき。

仁和2年（886年）勘解由次官兼播磨権大掾に転任し、翌仁和3年（887年）文章博士に任ぜられた。仁和4年（888年）春に菅原道真が省試を受験した文室時実に対して贈った漢詩に、同門の文章博士が没した旨の記載があることから、惟肖は文章博士に任ぜられて1年たたないうちに卒去したと想定される。

## 人物
同じく菅家廊下で学んだ菅原道真と親交があり、元慶7年（883年）ごろ匿詩事件で疑われ、鴻臚贈答詩を儒者たちから批判され苦しんでいた道真と漢詩の贈答を行って慰め、太政大臣・藤原基経を頼るよう助言しており、両者の強い結び付きが窺われる。また、菅原道真が惟肖の死を悼んで作成した漢詩作品が伝わっている。
漢詩作品が『類聚句題抄』に残っている。『扶桑集』にも採録されていたというが、現存の巻には存在していない。

## 官歴
注記のないものは『日本三代実録』による。
- 時期不詳：従八位下。文章生
- 貞観14年（872年） 4月16日：領帰渤海客使
- 時期不詳：従七位上
- 貞観年間末：対策及第[21]
- 時期不詳：右少史[22]
- 貞観19年（877年） 正月29日：少外記[22]
- 元慶2年（878年） 8月25日：見正六位上、少内記
- 元慶3年（879年） 正月11日：大外記[22]。11月25日：外従五位下
- 元慶4年（880年） 正月11日：備後権介[22]
- 元慶6年（882年） 正月7日：従五位下
- 仁和2年（886年） 正月16日：勘解由次官。2月21日：兼播磨権大掾
- 仁和3年（887年） 5月13日：文章博士